# Daniel Chee Tsui
Daniel Chee Tsui (Chinees: 崔琦; pinyin: Cuī Qí, Henan, 28 februari 1939) is een Chinees-Amerikaans natuurkundige, die in 1998 met Robert Betts Laughlin en Horst Ludwig Störmer de Nobelprijs voor de Natuurkunde kreeg: "voor hun ontdekking van een nieuwe vorm van kwantumvloeistof met excitaties die een gedeeltelijke lading dragen."

## Biografie
Tsui werd in Henan geboren, een van de provincies van China. In 1951 vertrok hij naar Hongkong, waar hij naar de Pui Ching-school in Kowloon ging en die hij in 1957 afrondde. Vervolgens werd hij toegelaten tot de National Taiwan University Medical School in Taipei.
Daarna kreeg hij een studiebeurs aangeboden voor het Augustana College in Rock Island. Hij accepteerde het aanbod en verhuisde als 19-jarige student naar de Verenigde Staten. Hij was er de enige student, die uit China kwam. In 1961 haalde hij zijn bachelordiploma. Zijn studie zette hij aan de universiteit van Chicago voort, waar hij in 1967 zowel zijn master als zijn Ph.D. in de natuurkunde haalde. Na een jaar postdoctoraal onderzoek in Chicago ging in 1968 naar Bell Labs in Murray Hill. Daar onderzocht hij tweedimensionale elektronsystemen. Die zijn belangrijk voor de ontwikkeling van supergeleiders.
In 1982 ontdekten Tsui samen met zijn collega's Horst Ludwig Störmer en Arthur Gossard van Bell Labs het fractionele kwantum-hall-effect, waarmee de beweging van elektronen in een halfgeleider op kwantumniveau kan worden bepaald. Behalve het heeltallige kwantum-hall-effect, in 1980 ontdekt door Klaus von Klitzing, vonden Tsui en Störmer ook niveaus waarbij hall-geleiding fractionele waarden van e²/ℎ aannam: 1/3, 2/3, 2/5, 3/5, 3/7, 4/7, etc….
Kort voor de ontdekking was Tsui tot hoogleraar elektrotechniek aan de Princeton-universiteit benoemd. Tsui’s onderzoek was gericht op de elektronische eigenschappen van metalen, met cadmium en nikkel, oppervlakte-eigenschappen van halfgeleiders en supergeleiders.
Voor de ontdekking van het fractionele kwantum-hall-effect ontving Tsui, samen met Störmer en Robert Laughlin, die het fenomeen theoretisch verklaarde, in 1998 de Nobelprijs voor de Natuurkunde. Eerder, in 1982, had hij al de Oliver E. Buckley Condensed Matter Prize van de American Physical Society gekregen. Behalve de Nobelprijs ontving hij in 1998 de Benjamin Franklin Medal van het Franklin Institute.